# Moord op Loubna Benaïssa
Loubna Benaïssa (Elsene, 15 januari 1983) was een Belgisch meisje, dat op 5 augustus 1992 in Elsene ontvoerd werd. Zij was op dat moment negen jaar oud. Op 5 maart 1997 werd haar lichaam teruggevonden. Ze bleek ontvoerd, seksueel misbruikt en vermoord door de 34-jarige pompbediende Patrick Derochette, die in een psychiatrische instelling werd opgesloten.

## Voorgeschiedenis
Loubna's ouders werden geboren in Tanger, Marokko. Haar vader, Lasher Benaïssa, was een arbeider die in 1975 naar Brussel was verhuisd. Hij was in 1977 gehuwd met zijn vrouw Habiba, waarna ze zich in Elsene vestigden. Ze kregen negen kinderen.

## De verdwijning en het onderzoek
Loubna was negen jaar oud toen zij op 5 augustus 1992 ontvoerd werd. Ze was net met haar oudere zus Nabela (17 september 1978) gaan winkelen. Nadat ze terugkeerden van de supermarkt bleken ze yoghurt te zijn vergeten. Omdat de winkel slechts twee minuutjes wandelen was, ging de negenjarige Loubna er even snel zelf om. Hierna bleek ze verdwenen. De familie Benaïssa zette een zoekactie op touw en verspreidde affiches met haar foto's. Ze probeerden de politie in te schakelen, maar werden niet goed begeleid. Zo raadde een inspecteur hen aan geen advocaat aan te nemen, omdat Lasher Benaïssa dit met zijn arbeidersloon toch niet zou kunnen betalen. Later zou het rapport rond de commissie Dutroux-Nihoul aan het licht brengen dat het Brusselse politie-onderzoek naar Benaïssa’s dood uiteindelijk uitmondde in een geklasseerd dossier. Toen de familie later een beroep deed op meester Arnauts- toen ze zich nog geen burgerlijke partij hadden gesteld- zei die dat zelfs een student van de eerste kandidatuur kon zien dat het hele onderzoek een knoeiboel was.
De zaak kwam in een stroomversnelling toen in 1996 de zaak-Dutroux uitbrak. Alle oudere dossiers rond verdwenen kinderen kregen opnieuw aandacht en ook het onderzoek naar Loubna's verdwijning werd heropend. Op 16 september 1996 nam de familie Benaïssa een advocaat aan en stelde zich burgerlijke partij. Ook werden er contacten georganiseerd met de ouders van slachtoffers van Dutroux (Russo, Lejeune, Marchal) en andere ouders van vermiste kinderen (Tinny Mast en Marie-Noelle Bouzet). Net als hen werd ook de familie Benaïssa door koning Albert II van België en koningin Paola op het koninklijk paleis ontvangen.
Het onderzoek rond de zaak-Dutroux was in handen van onderzoeksrechter Jean-Michel Connerotte. Toen de man op 14 oktober 1996 vanwege het spaghetti-arrest van het onderzoek werd weggehaald veroorzaakte dit grote woede bij de bevolking. Loubna's oudere zus Nabela riep toen op de trappen van het Brusselse Justitiepaleis de menigte met een megafoon tot kalmte op. Zo werd Nabela Benaïssa nationaal bekend als woordvoerder van de familie. Tijdens de Witte Mars stapte Nabela mee. Er was een incident toen bleek dat op een bord met de namen van alle vermiste kinderen Loubna's naam niet vermeld was. Haar naam werd ter plekke bijgeschreven. Op het einde van de Witte Mars werden de getroffen ouders door premier Jean-Luc Dehaene ontvangen.

## Oplossing van de zaak
Op 5 maart 1997 werd het stoffelijk overschot van Loubna Benaïssa teruggevonden in de kelder van de 34-jarige pompbediende Patrick Derochette. Dankzij de getuigenis van een buurvrouw die op het moment van de ontvoering een kind had horen schreeuwen en een aandachtig buurmeisje dat Loubna achter in een auto had zien zitten en hierop de nummerplaat had genoteerd kon men de dader arresteren. Derochette woonde slechts enkele honderden meters van de familie Benaïssa verwijderd. De man was in 1984 eerder opgesloten geweest wegens seksueel misbruik van minderjarigen, maar weer vrijgelaten. Hij werd ontoerekeningsvatbaar verklaard en geïnterneerd.
Loubna's begrafenisplechtigheid vond op 8 maart in de grote moskee van Brussel plaats en een dag later werd ze in Tanger, Marokko begraven. Op 15 maart 1997 organiseerde men in Hasselt een nieuwe Witte Mars voor Loubna.
Nabela Benaïssa schreef in 1997 een boek over de hele zaak. Dit werk, "Au nom de ma soeur" ("In naam van mijn zus") werd uitgegeven met een voorwoord van historica Anne Morelli. Datzelfde jaar kreeg Benaïssa de Prijs Régine Orfinger-Karlin van de Belgische Liga voor de Rechten van de Mens. Ze ontving de prijs uit handen van Régine Orfinger, een advocate van joodse afkomst. Het Vlaamse blad Elga reikte ook aan haar de Gouden Sanseveria uit, een prijs voor iedereen die de zaak van vrouwen vooruit heeft geholpen. Ze werd door lezers van het blad “Vlan”, een huis-aan-huisblad dat in Brussel en Wallonië wordt verspreid, toen ook als “Brusselse van het Jaar” verkozen. De Koning Boudewijnstichting gaf haar ook een speciale en symbolische prijs in het kader van de Mediaprijs.